# Tauqeer Dar
Tauqeer Dar, född den 31 januari 1964 i Lahore, Pakistan, är en pakistansk landhockeyspelare.
Han tog OS-guld i herrarnas landhockeyturnering i samband med de olympiska landhockeytävlingarna 1984 i Los Angeles.